# Мідьят

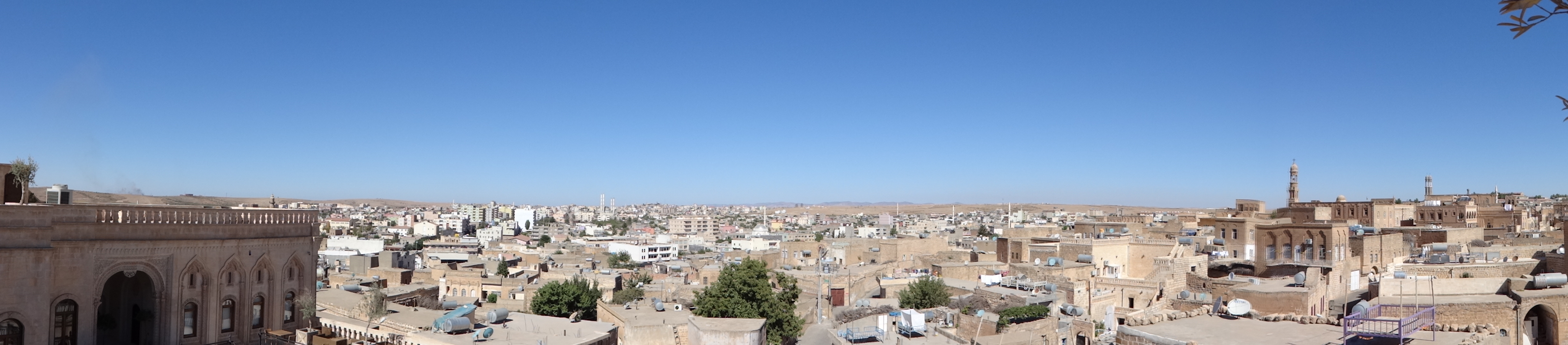
Мідьят, старе і нове місто, 2013

Мідьят (тур. Midyat) — місто і район в провінції Мардін (Туреччина).

## Історія
Люди жили в цих місцях з найдавніших часів. Згодом місто входило до складу різних держав; в XVI столітті воно потрапило до складу Османської імперії.
У районі міста розташоване підземне місто віком 2000 років на 60-70 тисяч людей.

## Різне
У Мідьяті знімалися серіали «Сила. Повернення додому» та «Вітряне кохання».